# ヴァッレ・ロメッリーナ
ヴァッレ・ロメッリーナ（伊: Valle Lomellina）は、イタリア共和国ロンバルディア州パヴィーア県にある、人口約2,100人の基礎自治体（コムーネ）。

## 地理

### 隣接コムーネ
隣接するコムーネは以下の通り。
- ブレーメ
- カンディア・ロメッリーナ
- コッツォ
- サルティラーナ・ロメッリーナ
- セミアーナ
- ヴェレッツォ・ロメッリーナ
- ゼーメ

### 気候分類・地震分類
気候分類では、zona E, 2812 GGに分類される。
また、イタリアの地震リスク階級 (it) では、zona 4 (sismicità molto bassa) に分類される
。

## 姉妹都市
- Fourques、フランス 1998年